# Gran Coppa Vallestrona
La Gran Coppa Vallestrona era una corsa in linea maschile di ciclismo su strada, riservata a dilettanti e indipendenti, che si svolgeva a Valle Mosso, in Piemonte. Corsa per la prima volta nel 1927, si tenne fino al 1963.

## Albo d'oro
Aggiornato all'edizione 1963.
| Anno      | Vincitore                                           | Secondo                                             | Terzo                                               |
| --------- | --------------------------------------------------- | --------------------------------------------------- | --------------------------------------------------- |
| 1927      | Carlo Polo                                          | Pietro Glauda                                       | Ario Stellione                                      |
| 1928      | Giuseppe Banino                                     | Giuseppe Graglia                                    | Antonio Sella                                       |
| 1929      | Giuseppe Martano                                    | Francesco De Giorgis                                | Edi Calegari                                        |
| 1930      | Antonio Sella                                       | Giuseppe Banino                                     | Ettore Balmamion                                    |
| 1931      | Battista Astrua                                     | Michele Piretta                                     | Mario Oleggini                                      |
| 1932      | Battista Astrua                                     | Carlo Oria                                          | Evelino Biscaldi                                    |
| 1933-1934 | non disputata                                       | non disputata                                       | non disputata                                       |
| 1935      | Aurino Bernezzo                                     | Massimo Niccolini                                   | D. Drago                                            |
| 1936-1938 | non disputata                                       | non disputata                                       | non disputata                                       |
| 1939      | Angelo Ricca                                        | Remo Faggino                                        | Spirito Godio                                       |
| 1940      | Luciano Pezzi                                       | Giovanni Corrieri                                   | Alfredo Martini                                     |
| 1941      | Primo Zuccotti                                      | Giovanni Brotto                                     | Remo Rosetti                                        |
| 1942-1944 | non disputata a causa della seconda guerra mondiale | non disputata a causa della seconda guerra mondiale | non disputata a causa della seconda guerra mondiale |
| 1945      | Giovanni Carena                                     | Germano Ghezzo                                      | Carlo Beltramo                                      |
| 1946      | Enea Antolini                                       | ?                                                   | ?                                                   |
| 1947      | Pierre Molinéris                                    | Domenico Zuccotti                                   | Ettore Milano                                       |
| 1948      | Renzo Cerati                                        | Ettore Milano                                       | Franco Giacchero                                    |
| 1949      | Ugo Massocco                                        | Giovanni Carena                                     | Alberto Negro                                       |
| 1950      | Giuliano Michelon                                   | Giuliano Martino                                    | Ugo Massocco                                        |
| 1951      | Achille Garbaccio                                   | Ercole Marabotto                                    | Nino Defilippis                                     |
| 1952      | Mario Ciabatti                                      | ?                                                   | ?                                                   |
| 1953      | Adriano Benedettini                                 | Lorenzo Benvenuti                                   | Giuliano Michelon                                   |
| 1954      | Guido Boni                                          | Giorgio Godio                                       | Sante Ranucci                                       |
| 1955      | Giacomo Zampieri                                    | Rino Benedetti                                      | Franco Aureggi                                      |
| 1956      | Roberto Di Credico                                  | Francesco Lucchesi                                  | Giancarlo Martini                                   |
| 1957      | Angelo Branca                                       | Arnaldo Fornara                                     | Ezio Salsa                                          |
| 1958      | Ugo Falsini                                         | Osvaldo Bassi                                       | Giancarlo Gentina                                   |
| 1959      | Giancarlo Gentina                                   | ?                                                   | ?                                                   |
| 1960      | Guido De Rosso                                      | Ezio Cerbini                                        | Gaetano Sarazin                                     |
| 1961      | Bruno Giorza                                        | Bruno Milesi                                        | Italo Zilioli                                       |
| 1962      | Tommaso De Prà                                      | Venanzio Franzolin                                  | Ugo Buo                                             |
| 1963      | Silvio Boni                                         | Amedeo Angiulli                                     | Bruno Peretti                                       |